# C/2013 US10 (Каталина)
C/2013 US10 (Каталина) — долгопериодическая комета, открытая 31 октября 2013 года при помощи 0,67-метрового телескопа Шмидта — Кассегрена в рамках программы поиска новых комет и астероидов — Каталинский небесный обзор. До попадания в Солнечную систему (эпоха 1950) C/2013 US10 имела орбитальный период в несколько миллионов лет. 17 января 2016 года С/2013 US10 прошла ближайшую точку от Земли на расстоянии 0,72 а.е. (108 000 000 км). К этому времени блеск кометы достигал 5,5 звёздной величины, что делало возможным её наблюдение невооруженным глазом. К эпохе 2050 C/2013 US10 приобретёт гиперболическую траекторию.